# 尤里·馬克西莫夫
尤里·維利約維奇·馬克西莫夫（羅馬化：Yurii Viliovych Maksymov；1968年12月8日—），乌克兰足球教练和前球员。作为一名前中场球员，他的职业生涯所取得的成就使他于2012年3月令維克托·里昂年科入選名人堂。